# Adalbert von Blanc
Adalbert Pierre Louis Karl Erich Johann von Blanc (Wilhelmshaven, 11 de julio de 1907 - Flensburgo-Mürwik, 7 de noviembre de 1976) fue un marino y militar alemán que participó durante la Segunda Guerra Mundial. Durante la posguerra llegó a ostentar el rango almirante de flotilla en la Bundesmarine.

## Vida

### Reichsmarine y Kriegsmarine
Blanc ingresó el 1 de abril de 1926 en la Armada de la República de Weimar, la Reichsmarine. Tras su formación como oficial, desde el 1 de octubre de 1930 tuvo varios destinos en unidades de formación en tierra. Entre 1933 y 1938 sirvió en dragaminas, siendo desde 1936 comandante del M 110 en la Kriegsmarine. Después de otros destinos de enseñanza, en agosto de 1939 fue nombrado primer oficial para la instrucción de la tripulación del crucero auxiliar Orion.

### Segunda Guerra Mundial
Tras estallar la Segunda Guerra Mundial Blanc tomó parte en el viaje de lucha contra el comercio marítimo del Orion a las órdenes del capitán de corbeta Kurt Weyher, una de las más exitosas empresas de cruceros auxiliares alemanes, que duró del 6 de abril de 1940 al 23 de agosto de 1941. A su regreso, Blanc sirvió en varios estados mayores de seguridad costera.
Desde el 8 de septiembre de 1943 fue jefe de la 2.ª flotilla de dragaminas y desde el 1 de abril de 1944 jefe de la 2.ª División de Seguridad, ambas desplegadas en el Canal de la Mancha. Tras suprimirse la 2.ª división de seguridad, se hizo cargo el 10 de octubre de 1944 del mando de la 9.ª División de Seguridad, participando en varias operaciones de evacuación en la parte oriental del Báltico, como la Unternehmen Walpurgisnacht, durante la cual en la noche del 4 al 5 de abril de 1945 la 9.ª División de seguridad evacuó a unos 30.000 refugiados, 10.000 soldados y heridos, y al resto del 7.º Cuerpo Blindado, que había quedado aislado al norte de Danzig. Estas personas fueron evacuadas a la península de Hel, al norte del golfo de Gdansk. Al final de la guerra, Blanc fue hecho prisionero por los británicos.

### Posguerra
El 15 de agosto de 1945, Blanc ingresó en el Servicio Alemán de Desminado, bajo mando británico, dirigiendo la 1.ª División de Desminado en Kiel. Al disolverse este servicio el 31 de diciembre de 1947, Blanc se convirtió en jefe de la organización que lo sucedió, la Agrupación de Dragaminas Cuxhaven, que continuó con la misión de eliminar las minas marinas de la costa alemana.
En diciembre de 1950, Blanc recibió la orden de sacar de la isla de Heligoland a los estudiantes René Leudesdorff y Georg von Hatzfeld, que la habían ocupado, salvándolos de la destrucción planeada por las fuerzas de ocupación británicas. Él se negó a cumplir la orden y fue destituido de su cargo, aunque poco después se le repuso. En junio de 1951 se disolvió la Agrupación de Dragaminas Cuxhaven y Blanc ingresó con parte del personal y del material en el Servicio Federal de Protección de Fronteras (Mar), como jefe de la Escuela y Grupo de Reparaciones de Cuxhaven y Kiel. A principios de 1956 fue durante breve tiempo jefe de Estado Mayor de la Jefatura de Protección de Fronteras (Costa).

### Bundesmarine
El 1 de julio de 1956 Blanc fue admitido como capitán de navío en la recién fundada armada de la Alemania Occidental, la Bundesmarine, donde fue jefe de Estado Mayor en Kiel al frente de la Comandancia de Formación Naval. el 1 de octubre de 1958 fue nombrado jefe de la Comandancia de Dragaminas. El 1 de agosto de 1961 fue nombrado de nuevo jefe de la Comandancia de Formación Naval y el 8 de septiembre ascendido a almirante de flotilla. El 1 de febrero de 1962 fue nombrado jefe de la Comandancia Central Marítima en Wilhelmshaven y permaneció en ese puesto hasta su jubilación el 30 de septiembre de 1964.

## Empleos
Adalbert von Blanc fue ascendido a los siguientes empleos a lo largo de su carrera:
- Marinero el 1 de abril de 1926
- Guardiamarina el 12 de octubre de 1926
- Cabo el 1 de abril de 1927
- Alférez de fragata el 1 de abril de 1928
- Suboficial  mayor el 1 de julio de 1928
- Oficial intermedio (Oberfähnrich zur See) el 1 de junio de 1930
- Oficial intermedio (Leutnant zur See) el 1 de octubre de 1930
- Alférez de navío el 1 de abril de 1933
- Teniente de navío el 1 de abril de 1936
- Capitán de corbeta el 1 de abril de 1941
- Capitán de fragata el 1 de abril de 1944
- Capitán de estado mayor (Servicio Federal de Fronteras) el 1 de julio de 1951
- Oberstabskapitän (Bundesgrenzschutz) am 24. Juni 1954
- Capitán de navío el 1 de julio de 1956
- Almirante de flotilla el 8 de septiembre de 1961

## Condecoraciones
- Cruz de Hierro (1939) 2.ª y 1.ª clase
- KMedalla de Guerra de las agrupaciones de dragaminas, cazasubmarinos y de seguridad
- Cruz alemana de oro el 11 de septiembre de 1942[4]
- Cruz de Caballero de la Cruz de Hierro el 27 de noviembre de 1944[4]
- Gran Cruz del Mérito de la Orden de Servicios de la República Federal de Alemania en 1964